# چانسی گودریچ
چانسی گودریچ (به انگلیسی: Chauncey Goodrich) سناتور سابق عضو حزب فدرالیست (آمریکا) بود. وی در سال ۱۸۰۷ تا ۱۸۱۳ میلادی سناتور ایالت کنتیکت در سنای ایالات متحده آمریکا بود.